# Al Seyni Ndiaye
Al Seyni Ndiaye (31 de dezembro de 1989) é um jogador senegalês de futebol de praia. Actua como guarda-redes.

## Palmarés
- Vice-Campeão do Torneio de Qualificação da África para a Copa do Mundo FIFA de Futebol de Areia de 2007.

- Campeão do Torneio de Qualificação da África para a Copa do Mundo FIFA de Futebol de Areia de 2008.

## Prêmios
- Melhor goleiro do Torneio de Qualificação da África para a Copa do Mundo FIFA de Futebol de Areia de 2008.